# CC Jistebník
CC Jistebník ist ein tschechischer Futsalverein mit Sitz in Ostrava, die Heimspiele trägt die Mannschaft im nahen Brušperk aus. Er wurde 2002 und 2006 tschechischer Meister.

## Vereinsgeschichte

Altes Logo des Vereins

Der Verein wurde 1992 als SK Ciga Ciga Jistebník gegründet. Jistebník ist eine kleine Stadt unweit von Ostrava. Schon 1993 sicherte sich die Mannschaft den Aufstieg in die 1. Tschechische Liga. Meist vorne in der Tabelle zu finden dauerte es bis zur Saison 2001/02, ehe Jistebník seinen ersten Meistertitel erringen konnte. Zuvor hatte das Team drei Mal, 1996, 2000 und 2001, den tschechischen Pokal gewonnen. Im UEFA Futsal-Cup schied der tschechische Meister in der 1. Runde aus. Nach einem Umbau der Mannschaft wartete Jistebník vier Jahre auf den nächsten Titel. Im Play-off-Finale besiegten die Lila-Weißen den Titelverteidiger FK Era-Pack Chrudim. Im Futsal-Cup 2006/07 gelang Jistebník als erster tschechischer Mannschaft der Einzug in die Zwischenrunde der besten 16 europäischen Mannschaften. Dort scheiterte man aber deutlich an Interviú Boomerang aus Spanien, Arzignano Grifo aus Italien und MNK Split aus Kroatien.

## Erfolge
- Tschechischer Meister 2002 und 2006
- Tschechischer Pokalsieger 1996, 2000 und 2001
- Teilnehmer am UEFA-Futsal-Pokal 2002/03 und 2006/07